# Am Sande

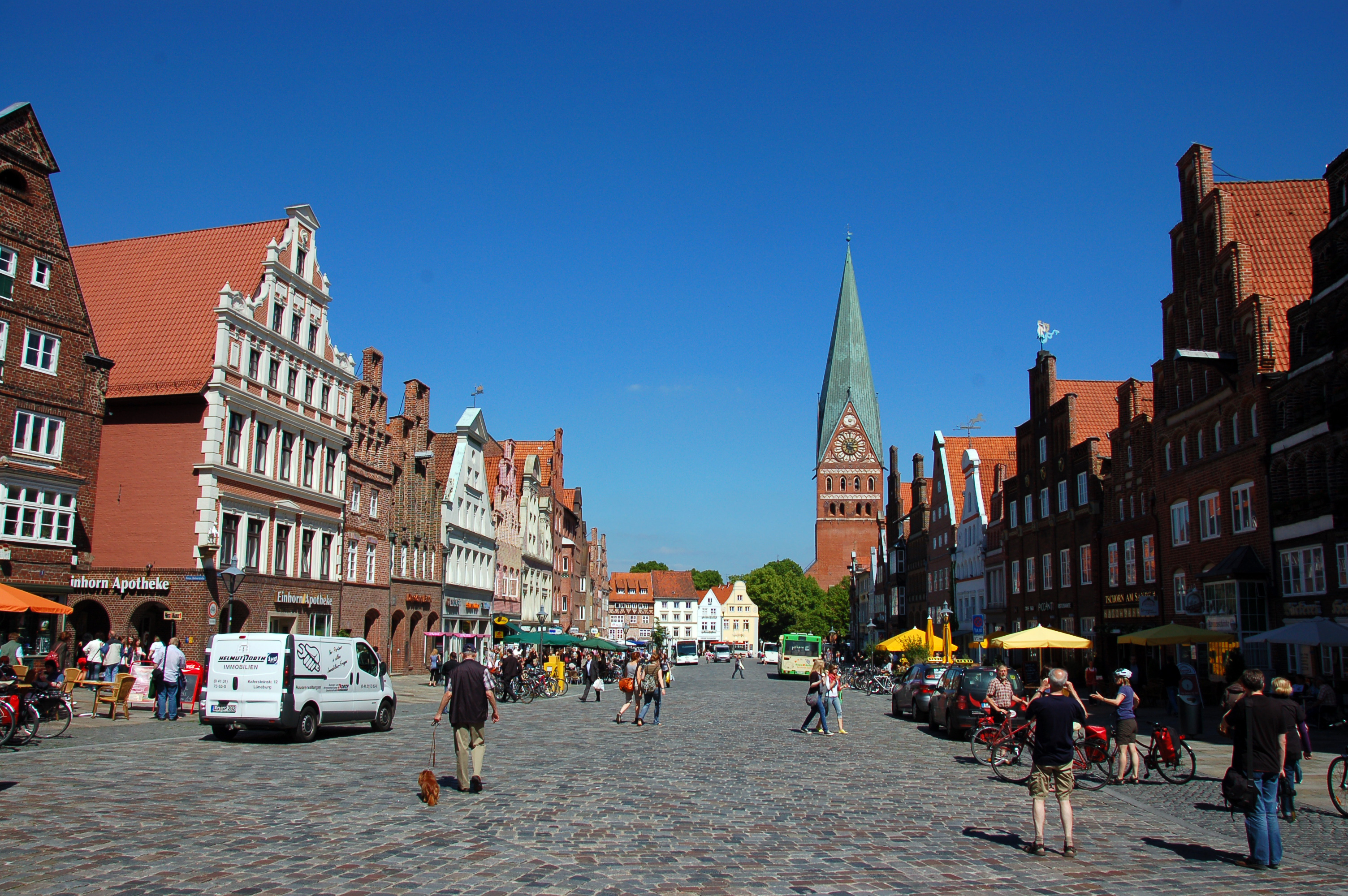
Am Sande; Blick von Osten nach Westen; links die nördliche Platzseite mit der Einhorn-Apotheke; rechts die südliche Platzseite; im Hintergrund der Turm der St. Johanniskirche

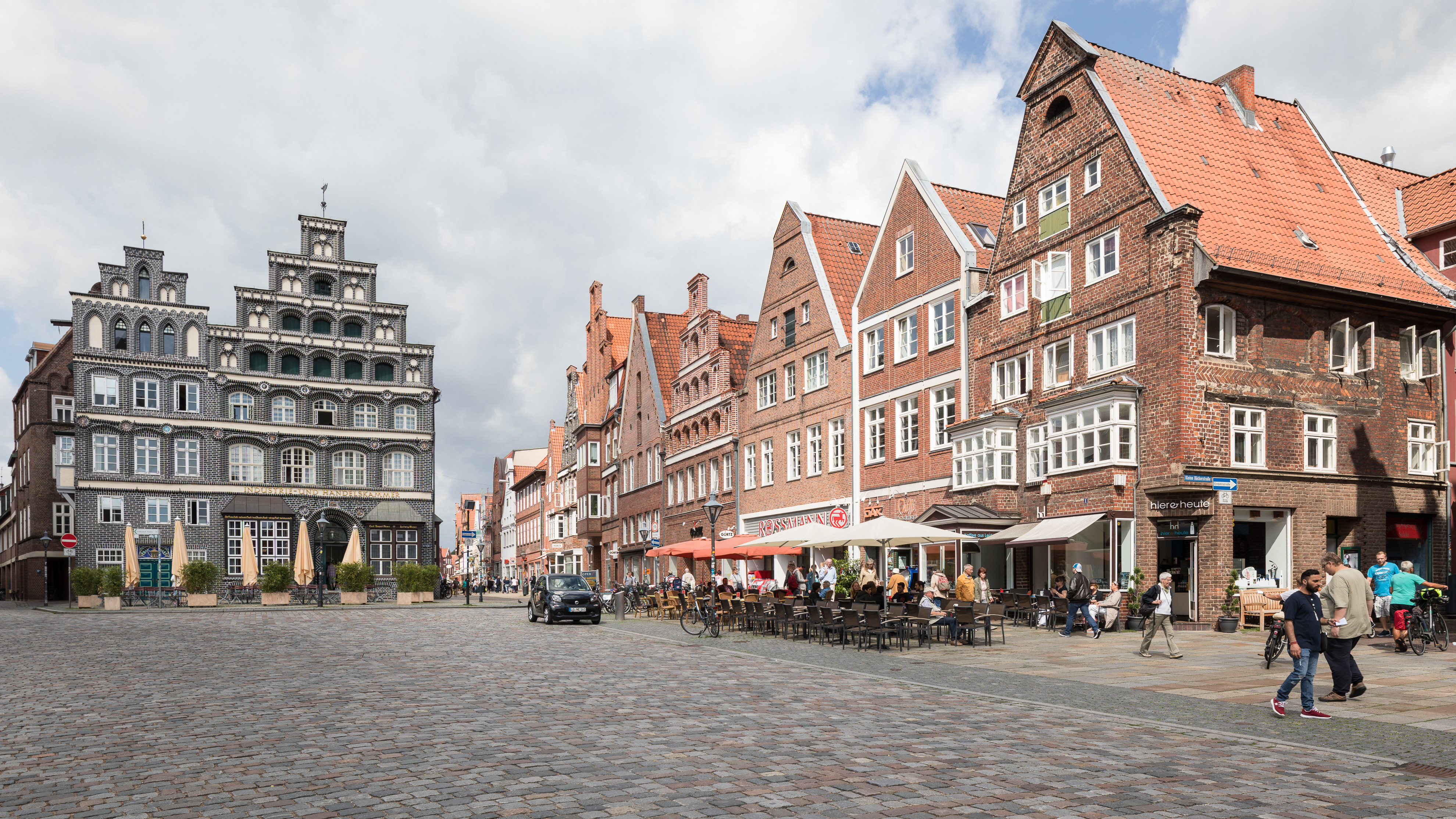
Am Sande mit dem Gebäude der Industrie- und Handelskammer auf der Linken

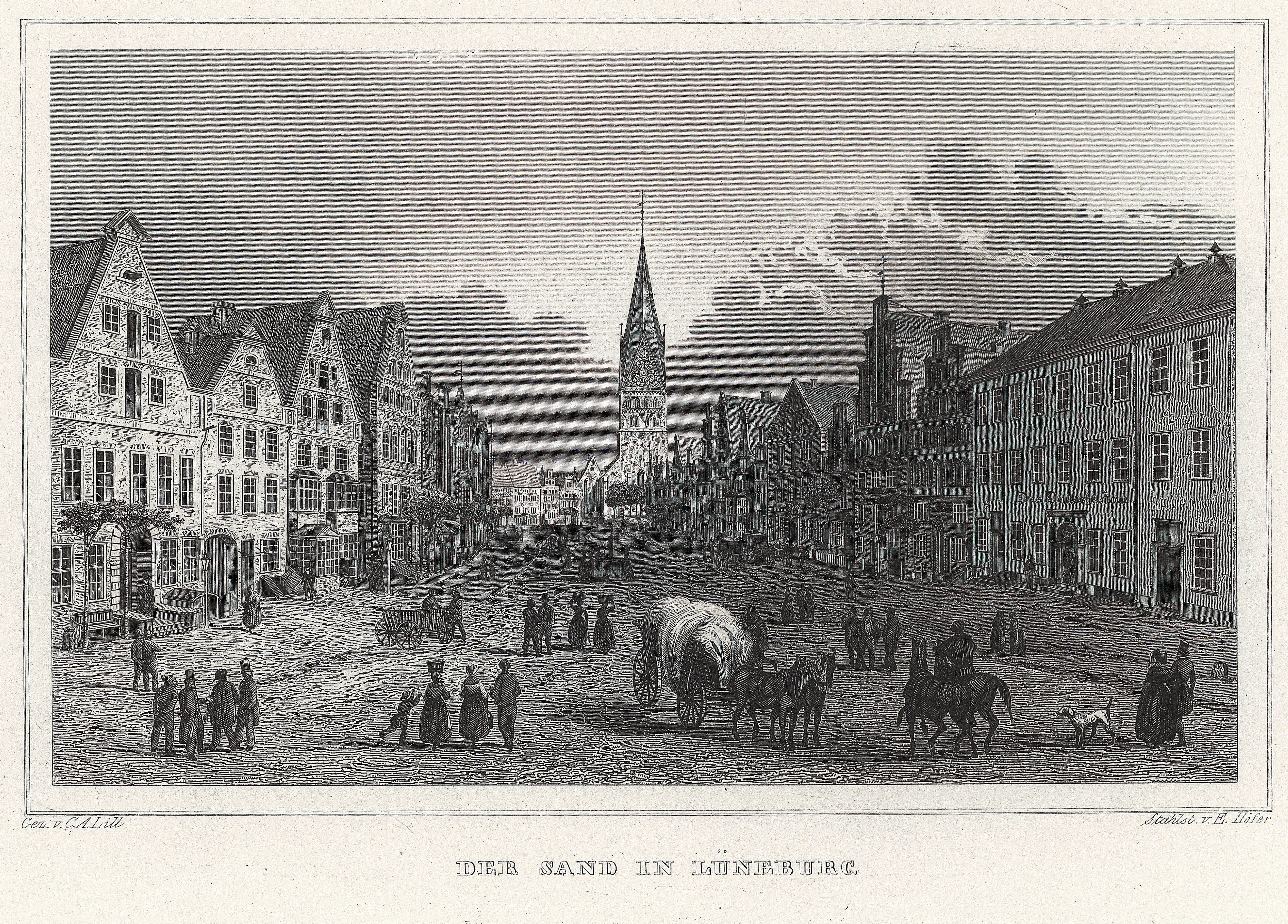
Der Platz zu Mitte des 19. Jh.

Der Platz Am Sande liegt im Stadtzentrum von Lüneburg. Er ist umgeben von vorwiegend mittelalterlichen Bürgerhäusern mit ihren gotischen Treppen- und geschwungenen barocken Schneckengiebeln.

## Lage
Der Platz Am Sande ist etwa 225 Meter lang und zwischen 30 und 40 Meter breit, er erstreckt sich in West-Ost-Richtung. Zur St. Johanniskirche im Osten des Platzes besteht ein leichtes Gefälle. Am östlichen Ende des Platzes biegt eine Straße mit dem Namen Am Sande in Richtung Norden ab. An der nächsten Kreuzung mit Papenstraße und Glockenstraße geht die Straße in die Straße Am Berge über. Von Am Sande gehen weiter folgende Straßen ab: Bei der Johanniskirche, Rote Straße, Heiligengeiststraße, Grapengießerstraße und die Kleine Bäckerstraße. Die Nummerierung beginnt an der westlichen Seite mit der Nummer 1, es ist die Industrie- und Handelskammer. Sie läuft dann weiter gegen den Uhrzeigersinn, durch den nördlichen Abstecher bis zur Kleinen Bäckerstraße. Die folgenden drei Häuser gehören bereits zur Grapengießerstraße.

## Geschichte
Erstmals wurde der Platz im Jahre 1229 als „in harena“ erwähnt. Der Platz war ursprünglich nicht befestigt, daher der Name Am Sande. Entstanden ist der Platz als Verbindung der Siedlung Modestorpe, der Kalkbergsiedlung und der Saline. Außerdem verliefen hier die Handelsstraße nach Magdeburg und Braunschweig sowie nach Hamburg und Lübeck. Durch die Handelswege wurde der Platz zum Warenumschlagsplatz. Aus dem Jahre 1500 ist eine Gebührenordnung bekannt, aus dieser ist die Bedeutung des Platzes ablesbar. Der Salzhandel fand in dem Haus Am Sande 45 statt, es war eine Weißladerei. Weiter ist belegt, dass Am Sande ab 1421 Bier und ab 1570 Korn gehandelt wurde. Weiter ist der Fischhandel und der Handel mit Bauholz in Urkunden festgehalten.

## Die Bebauung
Das auffälligste Gebäude ist das am westlichen Ende des Platzes befindende einstige Brauhaus, das Haus Schütting. Das im Jahre 1548 vollendete Gebäude aus schwarz-weiß glasierten Backsteinen steht an der westlichen Schmalseite und beherbergt heute die Industrie- und Handelskammer. Auf der östlichen Schmalseite beherrscht der 108 Meter hohe Turm der Kirche St. Johanniskirche die Ansicht des östlichen Platzes. Die Kirche gehört postalisch aber nicht zum Platz.
Die Erdgeschosse der Gebäude Am Sande wurden seit dem 19. Jahrhundert durch Einbauten von Läden, Gastwirtschaften und sonstige Gewerbetreibende stark verändert. Die Giebel sind aber weitgehend erhalten geblieben. Sie bieten eine Übersicht der lüneburgischen Architektur. Die ältesten Giebel stammen aus dem 14. und 15. Jahrhundert, es sind die Giebel der Häuser Am Sande 50 und 53. Die Häuser Am Sande 5, 17 und 48 sind erst nach dem Zweiten Weltkrieg erbaut worden und stehen nicht unter Denkmalschutz.

## Baudenkmale
Die Quelle der IDs und der Beschreibungen ist der Denkmalatlas Niedersachsen. Der Stand der Liste ist der 24. Oktober 2023.

| Lage                                          | Bezeichnung          | Beschreibung | ID                              | Bild           |
| --------------------------------------------- | -------------------- | --- | ------------------------------- | -------------- |
| Am Sande 1 53° 14′ 50″ N, 10° 24′ 30″ O       | Geschäftshaus        | Das Haus wurde laut einer Inschrift im Jahre 1548 erbaut. Es ist ein dreigeschossiger, giebelständiger steinerner Bau. Bis zum Jahr 1898 wurde er als Brauhaus genutzt. Heute befindet sich hier die Industrie- und Handelskammer Lüneburg-Wolfsburg. | 30655050                        | Weitere Bilder |
| Am Sande 2 53° 14′ 50″ N, 10° 24′ 30″ O       | Geschäftshaus        | Das Haus ist das Nebenhaus des Hauses Am Sande 1. Das Haus wurde ebenfalls in der Mitte des 16. Jahrhunderts im gleichen Baustil wie die Nr. 1 erbaut. Das Haus ist allerdings schmaler. | 30655098                        |                |
| Am Sande 3 53° 14′ 50″ N, 10° 24′ 31″ O       | Wohn-/ Geschäftshaus | Das Haus steht an der Ecke zur Heiligengeiststraße. Das Haus hat drei Achsen, drei Geschosse und einen Volutengiebel. Erbaut wurde es im 16. Jahrhundert, eine Nutzung als Backhaus ist seit 1426 belegt und wurde erst 1936 aufgegeben. | 30670836                        |                |
| Am Sande 4 53° 14′ 49″ N, 10° 24′ 32″ O       | Wohn-/ Geschäftshaus | Das Haus wurde 1908 an Stelle eines Vorgängerbaues aus der ersten Hälfte des 16. Jahrhunderts erbaut. Es ist ein Haus aus rotem Backstein im Stil des Heimatschutzes. | 30670859                        |                |
| Am Sande 6/7 53° 14′ 50″ N, 10° 24′ 33″ O     | Wohn-/ Geschäftshaus | Das zweigeschossige Haus wurde wahrscheinlich in der Mitte des 16. Jahrhunderts erbaut. Das Haus wurde seit 1449 als Backhaus genutzt. Das Haus wird geprägt durch den siebenstufigen Staffelgiebel. | 30655025                        |                |
| Am Sande 8 53° 14′ 50″ N, 10° 24′ 34″ O       | Wohn-/ Geschäftshaus | Zu dem breiten Haus gehört ein Nebenhaus, das Haupthaus hat einen siebenstufigen Staffelgiebel, das Nebenhaus einen fünfstufigen Staffelgiebel. Genutzt wurde das Haus bis 1872 als Brauhaus. Erbaut wurde das Haupthaus wahrscheinlich gegen Ende des 15. Jh. | 30655121                        |                |
| Am Sande 9 53° 14′ 50″ N, 10° 24′ 35″ O       | Wohn-/ Geschäftshaus | Das zweigeschossige Haus wurde im Ursprung im 15. Jahrhundert erbaut, von dieser Bausubstanz ist aber nur wenig erhalten. Im Jahre 1859 wurde das Haus zu einem Hotel umgebaut und erhielt eine neugotische Fassade. | 30655075                        | Weitere Bilder |
| Am Sande 10 53° 14′ 50″ N, 10° 24′ 35″ O      | Wohn-/ Geschäftshaus | Das Haus war ursprünglich das Nebenhaus von Am Sande 9. Es wurde in der ersten Hälfte des 16. Jahrhunderts erbaut. Die Fassade ist aus Backstein errichtet worden, der Staffelgiebel hat fünf Stufen. | 30670882                        |                |
| Am Sande 11 53° 14′ 50″ N, 10° 24′ 36″ O      | Wohn-/ Geschäftshaus | Das Haus wurde in der ersten Hälfte des 16. Jahrhunderts erbaut. | 30670906                        |                |
| Am Sande 12 53° 14′ 50″ N, 10° 24′ 36″ O      | Wohn-/ Geschäftshaus | Zum Haus gehört ein Hofflügel mit der ID 30688029 | 30670929                        |                |
| Am Sande 14/15 53° 14′ 51″ N, 10° 24′ 37″ O   | Sparkasse            | | 30670950                        |                |
| Am Sande 16 53° 14′ 51″ N, 10° 24′ 38″ O      | Wohn-/ Geschäftshaus | | 30670999                        |                |
| Am Sande 16 53° 14′ 50″ N, 10° 24′ 39″ O      | Hofflügel            | | 30647451                        |                |
| Am Sande 18 53° 14′ 51″ N, 10° 24′ 39″ O      | Wohn-/ Geschäftshaus | Das dreigeschossige, traufständige Haus hat sieben Achsen und ein Walmdach. Vor dem Eingang befindet sich eine zweiläufige Treppe, diese führt zum Eingang. Über dem Eingang steht die Jahreszahl 1711 und die Inschrift Meliorem spero. In dem Haus befindet sich die Landeszeitung. | 30671040                        | Weitere Bilder |
| Am Sande 19 53° 14′ 51″ N, 10° 24′ 40″ O      | Wohn-/ Geschäftshaus | | 30650399                        |                |
| Am Sande 19 53° 14′ 50″ N, 10° 24′ 40″ O      | Hofflügel            | | 30646583                        |                |
| Am Sande 20 53° 14′ 51″ N, 10° 24′ 40″ O      | Wohn-/ Geschäftshaus | | 30671063                        |                |
| Am Sande 20 53° 14′ 51″ N, 10° 24′ 40″ O      | Hofflügel            | | 30646672                        | BW             |
| Am Sande 21 53° 14′ 51″ N, 10° 24′ 41″ O      | Wohnhaus             | | 30671087                        |                |
| Am Sande 21 53° 14′ 51″ N, 10° 24′ 41″ O      | Hofflügel            | | 30648660                        | BW             |
| Am Sande 22 53° 14′ 51″ N, 10° 24′ 41″ O      | Wohnhaus             | | 30655165                        |                |
| Am Sande 22 53° 14′ 50″ N, 10° 24′ 41″ O      | Hofflügel            | | 30687585                        | BW             |
| Am Sande 22 53° 14′ 51″ N, 10° 24′ 41″ O      | Brennereischornstein | | 30648015                        | BW             |
| Am Sande 23 53° 14′ 51″ N, 10° 24′ 41″ O      | Wohnhaus             | | 30671111                        |                |
| Am Sande 24 53° 14′ 51″ N, 10° 24′ 42″ O      | Wohnhaus             | | 30598911                        |                |
| Am Sande 25 53° 14′ 51″ N, 10° 24′ 42″ O      | Hotel                | Zum Haus gehört ein Hofflügel mit der ID 30648751 | 30671147                        |                |
| Am Sande 26 53° 14′ 51″ N, 10° 24′ 42″ O      | Wohnhaus             | Zum Haus gehört ein Hofflügel mit der ID 30648322 | 30650418                        |                |
| Am Sande 27/27a 53° 14′ 52″ N, 10° 24′ 42″ O  | Wohnhaus             | | 30672695/1/-/ 30655191 30672695 |                |
| Am Sande 27/27a 53° 14′ 53″ N, 10° 24′ 42″ O  | Hofflügel            | | 30649388                        | BW             |
| Am Sande 28 53° 14′ 52″ N, 10° 24′ 42″ O      | Wohnhaus             | Zum Haus gehört ein Hintergebäude mit der ID 30648342 | 30671169                        |                |
| Am Sande 29 53° 14′ 53″ N, 10° 24′ 41″ O      | Wohnhaus             | | 30671188                        |                |
| Am Sande 29 53° 14′ 53″ N, 10° 24′ 42″ O      | Hofflügel            | | 30646889                        |                |
| Am Sande 29 53° 14′ 53″ N, 10° 24′ 42″ O      | Hintergebäude        | | 30649344                        | BW             |
| Am Sande 30/30a 53° 14′ 53″ N, 10° 24′ 41″ O  | Wohnhaus             | | 30655319                        |                |
| Am Sande 30b/30c 53° 14′ 53″ N, 10° 24′ 42″ O | Wohnhaus             | | 30671213                        |                |
| Am Sande 31 53° 14′ 53″ N, 10° 24′ 41″ O      | Wohnhaus             | | 30671236                        | Weitere Bilder |
| Am Sande 31 53° 14′ 54″ N, 10° 24′ 42″ O      | Hofflügel            | | 45679992                        |                |
| Am Sande 31a/b 53° 14′ 54″ N, 10° 24′ 42″ O   | Hofflügel            | | 30684242                        |                |
| Am Sande 31c/d/e 53° 14′ 54″ N, 10° 24′ 42″ O | Hintergebäude        | | 30687487                        |                |
| Am Sande 31f 53° 14′ 54″ N, 10° 24′ 43″ O     | Hintergebäude        | | 30684265                        |                |
| Am Sande 31g 53° 14′ 54″ N, 10° 24′ 43″ O     | Wohnhaus             | | 30687466                        |                |
| Am Sande 32 53° 14′ 53″ N, 10° 24′ 41″ O      | Wohnhaus             | | 30655344                        |                |
| Am Sande 33 53° 14′ 54″ N, 10° 24′ 40″ O      | Wohnhaus             | Zum Haus gehören ein Hofflügel mit der ID 30647073 und ein Hintergebäude mit der ID 30663732 | 30669658                        |                |
| Am Sande 35 53° 14′ 54″ N, 10° 24′ 40″ O      | Wohnhaus             | Zum Haus gehört ein Hofgebäude mit der ID 30649300 | 30669699                        |                |
| Am Sande 36 53° 14′ 54″ N, 10° 24′ 39″ O      | Wohnhaus             | | 30655368                        | Weitere Bilder |
| Am Sande 37 53° 14′ 54″ N, 10° 24′ 39″ O      | Wohnhaus             | | 30669721                        |                |
| Am Sande 38/39 53° 14′ 54″ N, 10° 24′ 39″ O   | Wohnhaus             | Zweigeschossiges, traufständiges Wohnhaus mit einer inzwischen purifizierten spätklassizistischen Putzfassade, Satteldach mit Giebelgauben, errichtet 1882. Hervorgegangen aus zwei Häusern, deren Trennungslinie ein Pilaster markiert: dem rechten, breiteren Haupthaus und dem südlich anschließenden Nebenhaus. Im Inneren Befund einer schwarzen Sichtfachwerkfarbigkeit mit Eckdiamanten. | 30669743                        |                |
| Am Sande 40 53° 14′ 53″ N, 10° 24′ 40″ O      | Wohnhaus             | | 30650338                        |                |
| Am Sande 41 53° 14′ 53″ N, 10° 24′ 40″ O      | Wohnhaus             | | 30650356                        |                |
| Am Sande 42 53° 14′ 53″ N, 10° 24′ 40″ O      | Wohnhaus             | | 30650376                        |                |
| Am Sande 43/43a 53° 14′ 53″ N, 10° 24′ 39″ O  | Wohnhaus             | Das Haus steht an der Ecke zur Straße Am Sande. Das Haus aus Backstein wurde im 15. Jahrhundert erbaut. Zum Platz Am Sande hin befindet sich siebenstufiger Staffelgiebel. | 30669761                        |                |
| Am Sande 44 53° 14′ 52″ N, 10° 24′ 39″ O      | Wohnhaus             | Zum Haus gehört ein Hofflügel mit der ID 30649146 | 30669784                        |                |
| Am Sande 45 53° 14′ 52″ N, 10° 24′ 39″ O      | Wohnhaus             | | 30669808                        |                |
| Am Sande 46 53° 14′ 52″ N, 10° 24′ 38″ O      | Wohnhaus             | Zum Haus gehört ein Hofflügel mit der ID 30646801 | 30655215                        | Weitere Bilder |
| Am Sande 46 53° 14′ 54″ N, 10° 24′ 38″ O      | Wirtschaftsgebäude   | | 30649275                        |                |
| Am Sande 47 53° 14′ 52″ N, 10° 24′ 38″ O      | Wohnhaus             | | 30655241                        |                |
| Am Sande 47 53° 14′ 53″ N, 10° 24′ 38″ O      | Hofflügel            | | 30647512                        | BW             |
| Am Sande 49 53° 14′ 53″ N, 10° 24′ 38″ O      | Wohnhaus             | Das heutige Haus wurde 1901 erbaut, der Vorgängerbau war 1426 erbaut worden. Es ist ein traufständiges Haus mit einem Staffelgiebel über den linken beiden Achsen. Zum Haus gehört ein Hintergebäude mit der ID 30687447 | 30647512                        | Weitere Bilder |
| Am Sande 50 53° 14′ 52″ N, 10° 24′ 35″ O      | Wohnhaus             | | 30655394                        |                |
| Am Sande 51 53° 14′ 52″ N, 10° 24′ 35″ O      | Wohnhaus             | | 30598911                        |                |
| Am Sande 52 53° 14′ 51″ N, 10° 24′ 34″ O      | Wohnhaus             | | 30669862                        |                |
| Am Sande 52 53° 14′ 52″ N, 10° 24′ 34″ O      | Hofflügel            | | 30647582                        |                |
| Am Sande 52 53° 14′ 53″ N, 10° 24′ 34″ O      | Wirtschaftsgebäude   | | 30687775                        |                |
| Am Sande 53 53° 14′ 51″ N, 10° 24′ 34″ O      | Ratsbierkeller, ehem | | 30655444                        | Weitere Bilder |
| Am Sande 54 53° 14′ 51″ N, 10° 24′ 33″ O      | Apotheke             | Das Haus steht an der Ecke Kleine Bäckerstraße. Hier befand sich bis 2020 die Einhorn-Apotheke. | 30655267                        | Weitere Bilder |